# Culhat
Culhat is een gemeente in het Franse departement Puy-de-Dôme (regio Auvergne-Rhône-Alpes). De plaats maakt deel uit van het arrondissement Thiers. Culhat telde op 1 januari 2022 1.149 inwoners.

## Geografie
De oppervlakte van Culhat bedroeg op 1 januari 2022 18,74 vierkante kilometer; de bevolkingsdichtheid was toen 61,3 inwoners per km².

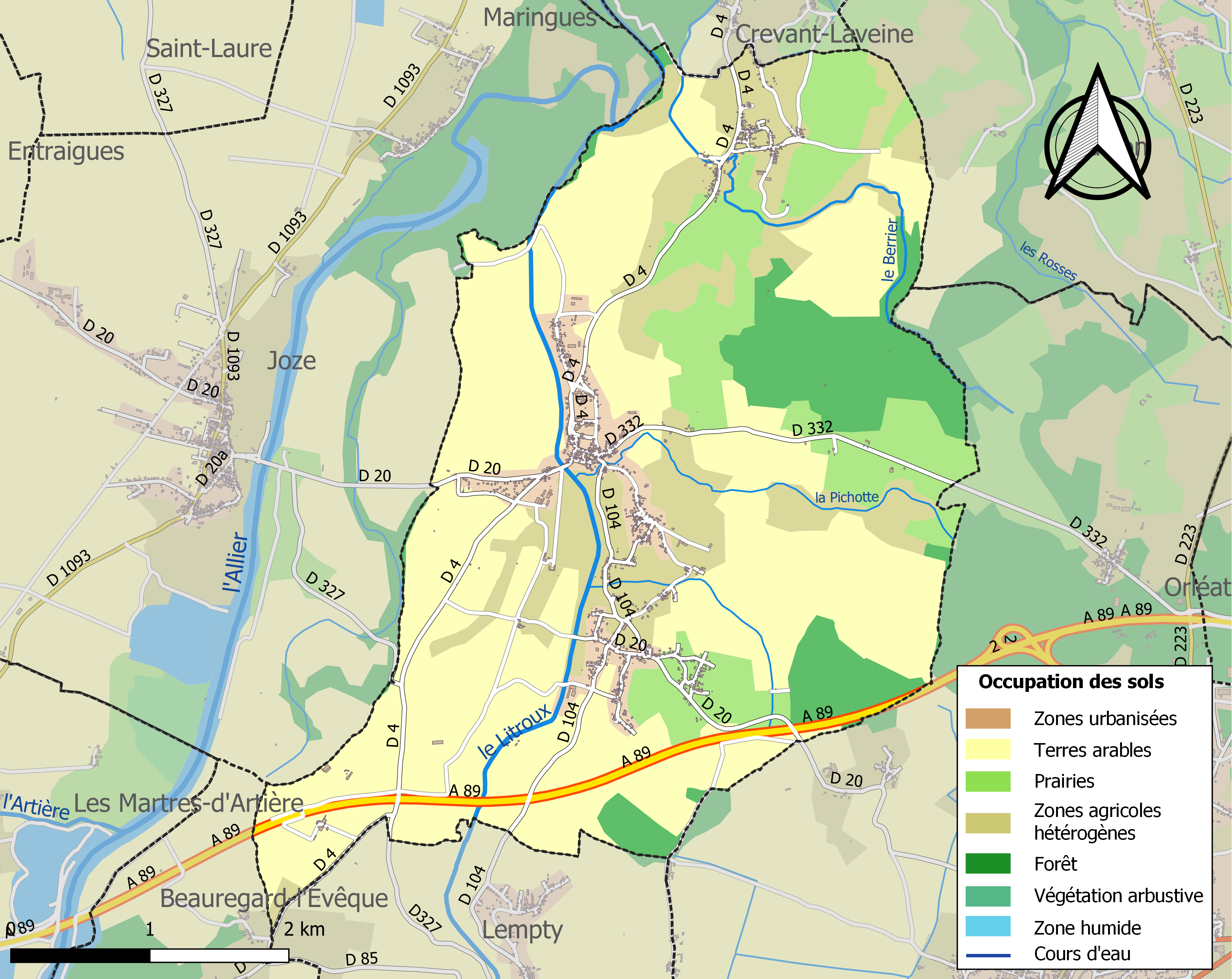
Kaart van de gemeente met belangrijkste infrastructuur, bodemgebruik en omliggende gemeenten

## Demografie
Onderstaande figuur toont het verloop van het inwonertal (bron: INSEE-tellingen).